# Hild Hrólfsdóttir
Selon les sources scandinaves médiévales, Hild Hrólfsdóttir est la fille de Hrólf nefja. Elle épousa Rögnvald, jarl de Møre, dont elle eut trois fils : Ívar, Hrólf, surnommé Göngu-Hrölf (« Hrölf le Marcheur » ou « Hrölf sans Terre »), plus connu en français sous le nom de Rollon, et Thórir.
Hrólf se livrait fréquemment à des expéditions vikings. Un été, il pilla le Vík (région d'Oslo), suscitant la colère du roi de Norvège Harald à la Belle Chevelure, qui décida de le bannir.
Hild demanda alors (sans succès) sa grâce au roi, composant à cette occasion une strophe scaldique (lausavísa), qui est l'un des rares témoignages de poésie scaldique composée par une femme qui nous soit parvenu.

## Note
1. ↑  Haralds saga hárfagra, composante de la Heimskringla (24) ; Óláfs saga Tryggvasonar en mesta (95) ; Landnámabók (S 309 / H 270) ; Saga des Orcadiens (4). Dans ces deux derniers textes, elle est prénommée Ragnhild.